# Honda Insight

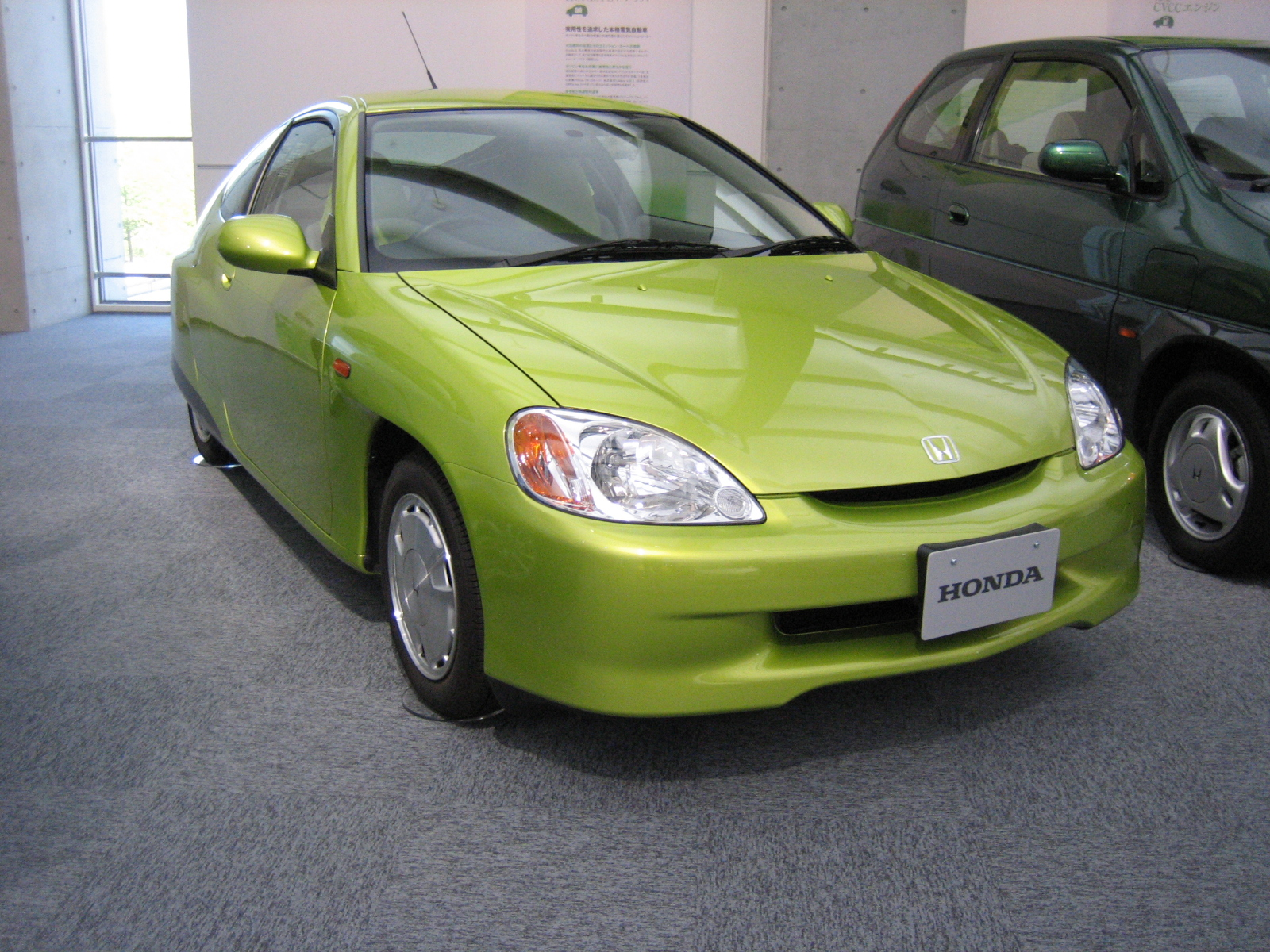
Honda Insight (första generationen)

Honda Insight är en hybridbil från Japan.

## Första generationen Insight
Modellen lanserades 1999 och använder parallelhybrid-prinicpen. Den var tvåsitsig och ansågs under en period vara den bränslesnålaste bilen som sålts i USA enligt stora undersökningar. Designen är droppformad för minsta möjliga luftmotstånd och de bakre hjulhusen är, som på äldre Citroënmodeller, delvis dolda. Den första generationen av Insight har inte sålts i Sverige, men ett par privatimporterade bilar finns. Däremot lanserades Honda Civic Hybrid under 2006.

## Andra generationen Insight

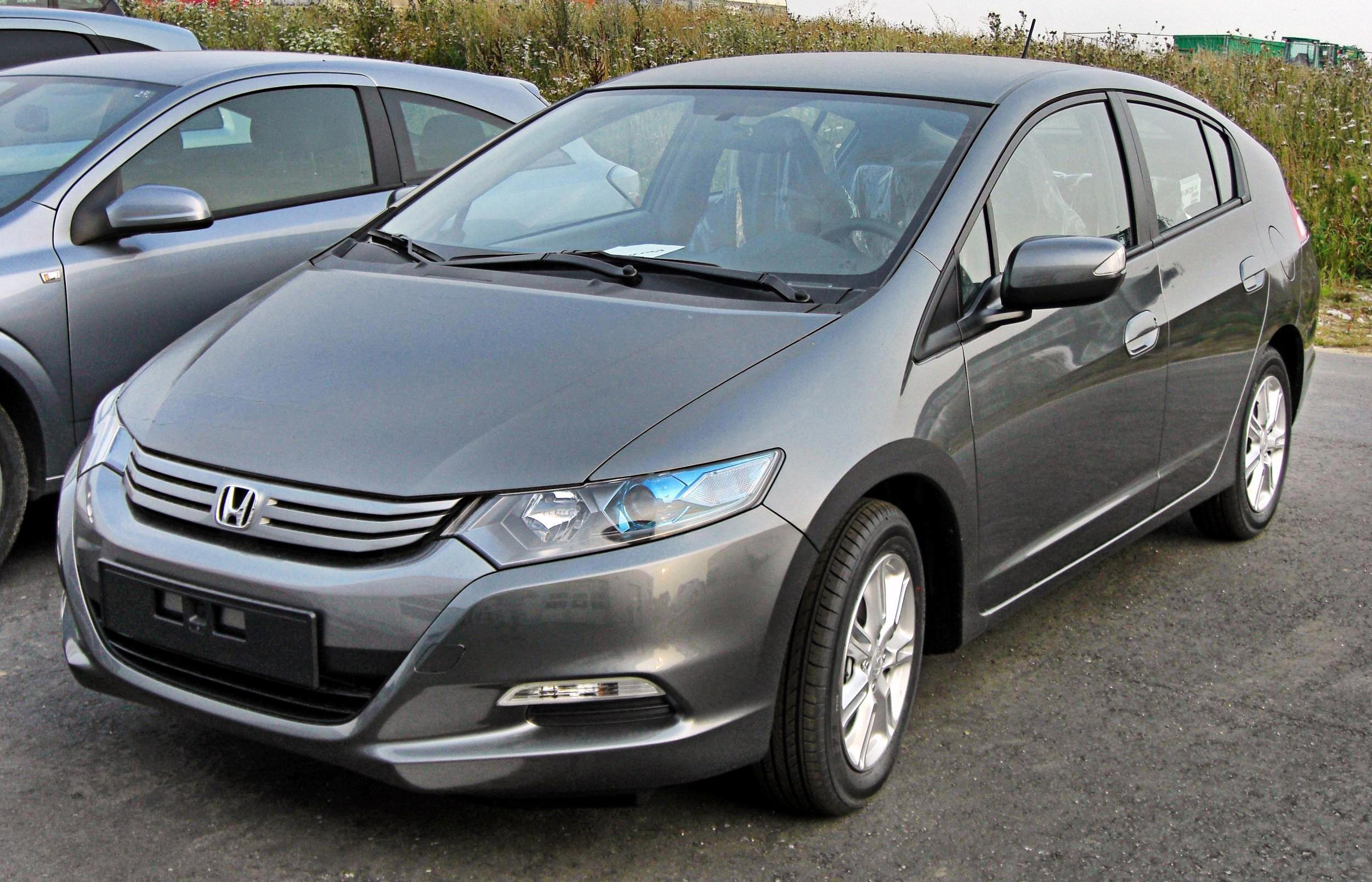
Honda Insight (andra generationen)

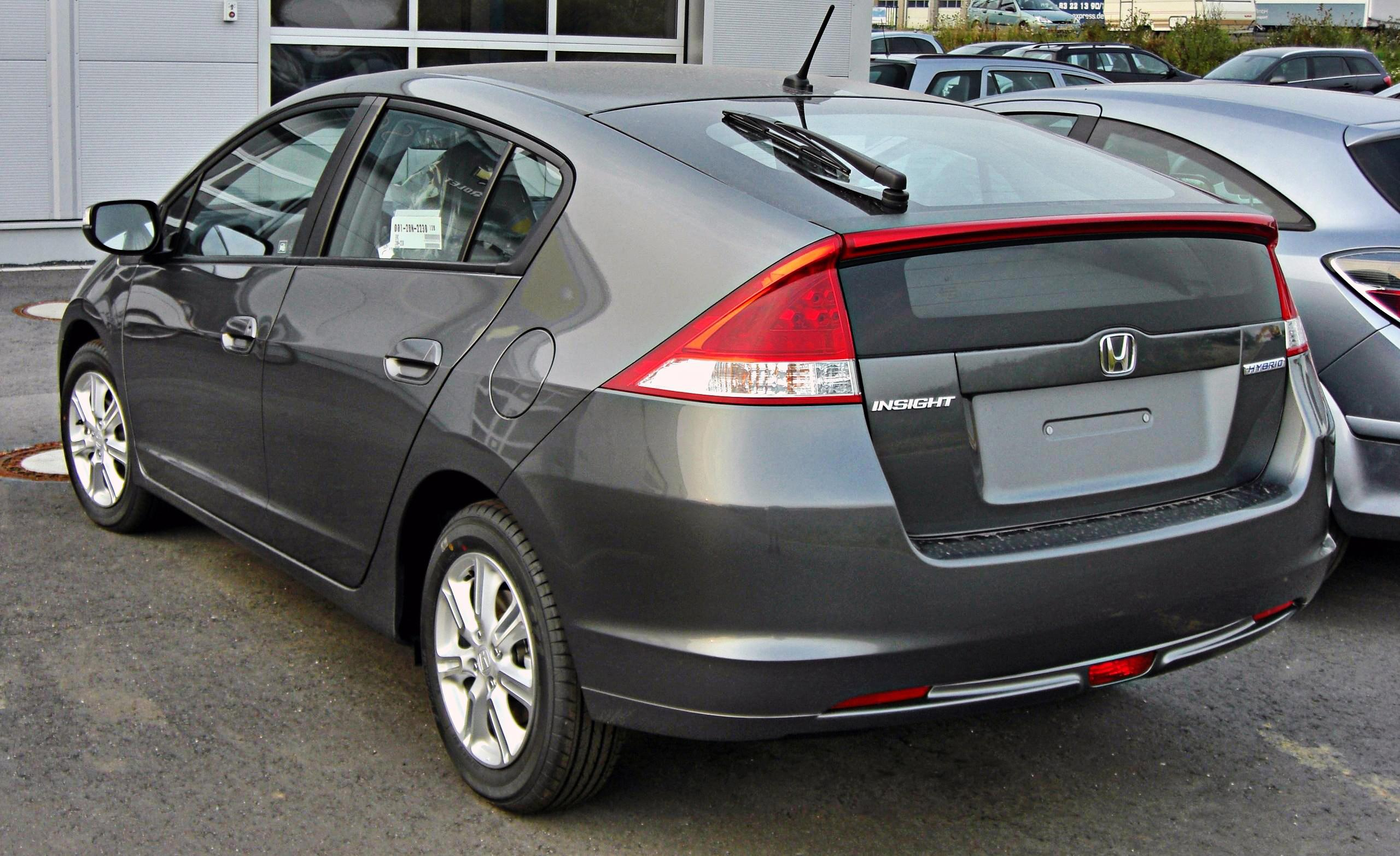
Honda Insight (andra generationen)

Den andra generationen av Honda Insight lanserades 2009 och såldes i Sverige till och med 2014. Modellen är liksom den första generationen en parallelhybrid där elmotorn och förbränningsmotorn gemensamt används för att driva bilen. Bilens utseendet påminner till stor del om Toyota Prius, som har samma Kammback-design.                              

## Tredje generationen Insight
Modellen kom 2019 som en fyradörrars sedan men såldes inte i Sverige. Den var baserad på tionde generationens Honda Civic sedanmodell.